# Карл Генрік Вольтер Рамсай
Карл Генрік Вольтер Рамсай (фін. Carl Henrik Wolter Ramsay), (31 березня 1856, Гельсінкі, Велике князівство Фінляндське, Російська імперія — 25 липня 1951, Вісбю, Швеція) — фінський державний діяч, дипломат.

## Біографія
Народився 31 березня 1856 року в місті Гельсінкі.
З 4 січня 1941 по 5 березня 1943 рр. — заступник міністра закордонних справ Фінляндії.
З 29 жовтня 1941 по 3 липня 1942 рр. — заступник міністра постачання Фінляндії.
З 3 липня 1942 по 5 березня 1943 рр. — Міністр постачання Фінляндії.
З 5 березня 1943 по 8 серпня 1944 рр. — Міністр закордонних справ Фінляндії. Німецький посол В. Блюхер схарактеризував Рамсая, як людину, «яка з усією серйозністю ставиться до співпраці з Німеччиною». 25.3.1943 прибув у Берлін, де був прийнятий украй холодно, причому І. фон Ріббентроп в принизливій формі зажадав, щоб Фінляндія розірвала дипломатичні відносини зі США. Мав широкі зв'язки в країнах британської орієнтації й через Швецію зміцнив співпрацю з Великою Британією і США. 1944 року вийшов у відставку.